# 刘桥水库
刘桥水库是中国湖北省襄阳市枣阳市境内的一座水库，位于泥河上，建于1971年。水库正常库容为1765万立方米，集雨面积为76平方千米，海拔为118.5米。